# Émile Idée
Émile Idée (Nouvion-le-Comte, 19 de julio de 1920-Marolles-en-Brie, Sena y Marne, 30 de diciembre de 2024) fue un ciclista 
y centenario francés.

## Carrera deportiva
Durante su etapa como ciclista profesional (1940-1952) fue compañero de Paul Giguet, Maurice De Muer, Camille Danguillaume (su cuñado) y de Jean de Gribaldy.
Fue dos veces Campeón de Francia en Ruta, en 1942 y 1947.

## Equipos
| Periodo   | Equipo              |
| --------- | ------------------- |
| 1941–1946 | Alcyon–Dunlop       |
| 1946–1947 | La Perle–Hutchinson |
| 1947      | Olmo–Fulgor         |
| 1948–1952 | Peugeot–Dunlop      |

## Palmarés
| 1940 - Critérium Internacional 1942 - Campeonato de Francia en Ruta . - París-Reims - Gran Premio de las Naciones (zona ocupada) - Critérium Internacional 1943 - Critérium Internacional 1944 - 3.º en el Campeonato de Francia en Ruta 1947 - Campeonato de Francia en Ruta . - Critérium Internacional | 1949 - 1 etapa del Tour de Francia - Critérium Internacional 1950 - 3.º en el Campeonato de Francia en Ruta 1951 - 1 etapa del Circuit des Vosges - 1 etapa del Circuit des vins de Gironde - 1 etapa del París-Niza |

## Resultados en las grandes vueltas
- 1947: abandono
- 1948: abandono
- 1949: abandono, ganador de etapa

## Palmarés
- Palmarés en memoire-du-cyclisme.net Archivado el 16 de enero de 2017 en Wayback Machine.